# Helmkaketoe
De helmkaketoe (Callocephalon fimbriatum) is een vogel uit de orde der papegaaiachtigen en de familie der kaketoes.

## Uiterlijk
De helmkaketoe wordt ongeveer 35 cm lang en weegt tussen de 210 tot 340 gram. Het verenkleed is donkergrijs. De randen van de veren zijn grijs-wit tot grijs-bruin waardoor er een strepenpatroon op het verenkleed aanwezig is. De vleugels zijn rond en lang naar verhouding van het lichaam. De staart daarentegen is kort van stuk. De veren op de kop van het mannetje zijn rood van kleur en hebben enigszins de vorm van een helm. De rode kleur ontbreekt bij het vrouwtje waardoor de twee geslachten eenvoudig van elkaar te onderscheiden zijn. De kleine krachtige snavel is grijs van kleur evenals de korte poten. Rondom de ogen heeft de vogel een smalle grijze oogring. De irissen van de ogen zijn donkerbruin.

## Voedsel
De helmkaketoe heeft voornamelijk een vegetarisch menu. Hij voedt zich op de zaden van verschillende soorten planten met name de Eucalyptus, Acacia, Pyraeantha en de Crataegus. Verder eet de vogel bessen, vruchten, noten, bloemen aangevuld met larven en insecten.

## Voortplanting
Het broedseizoen van deze kaketoesoort loopt van oktober tot januari. Het mannetje maakt het vrouwtje het hof door middel van baltsen. Het mannetje zet zijn kuif op, spreidt de vleugels, maakt op en neer gaande buigende bewegingen en maakt luide schreeuwende geluiden. Na het paren legt het vrouwtje haar eieren in een boomholte of rotsholte. De 2 of 3 eieren worden in een tijdsbestek van 30 dagen uitgebroed. Zowel het mannetje als vrouwtje broedt de eieren uit. Ook de jongen worden door beide ouders gevoed. Na 47 tot 50 dagen verlaten de jongen het nest.

## Leefgebied
Deze kaketoesoort wordt aangetroffen in de koelere en nattere bosrijke en heuvelrijke gebieden van Australië. Deze endemische vogel komt voor in het uiterste noorden van Tasmanië, oosten van Victoria en in het zuiden van New South Wales

## Afbeeldingen

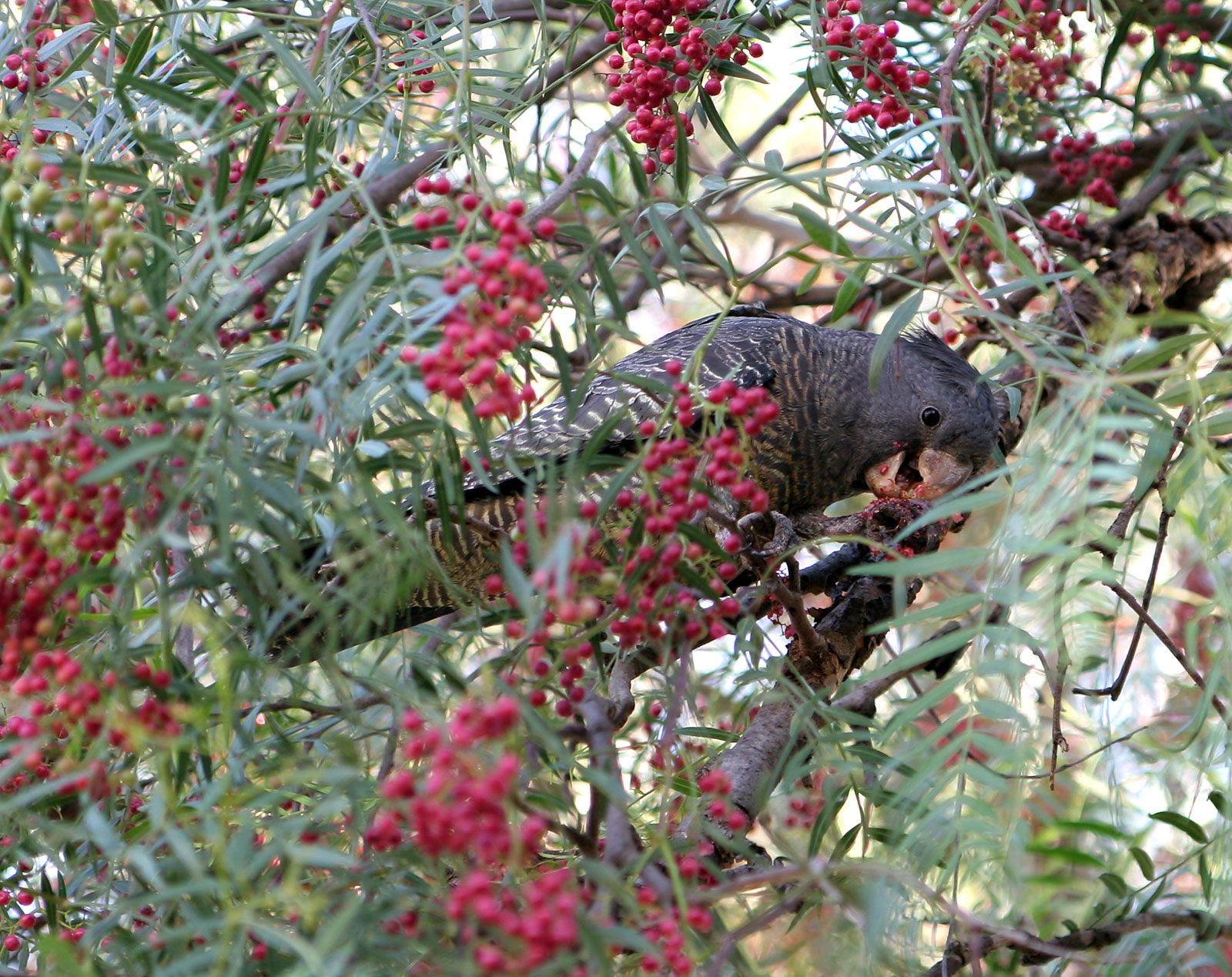
Etende helmkaketoe
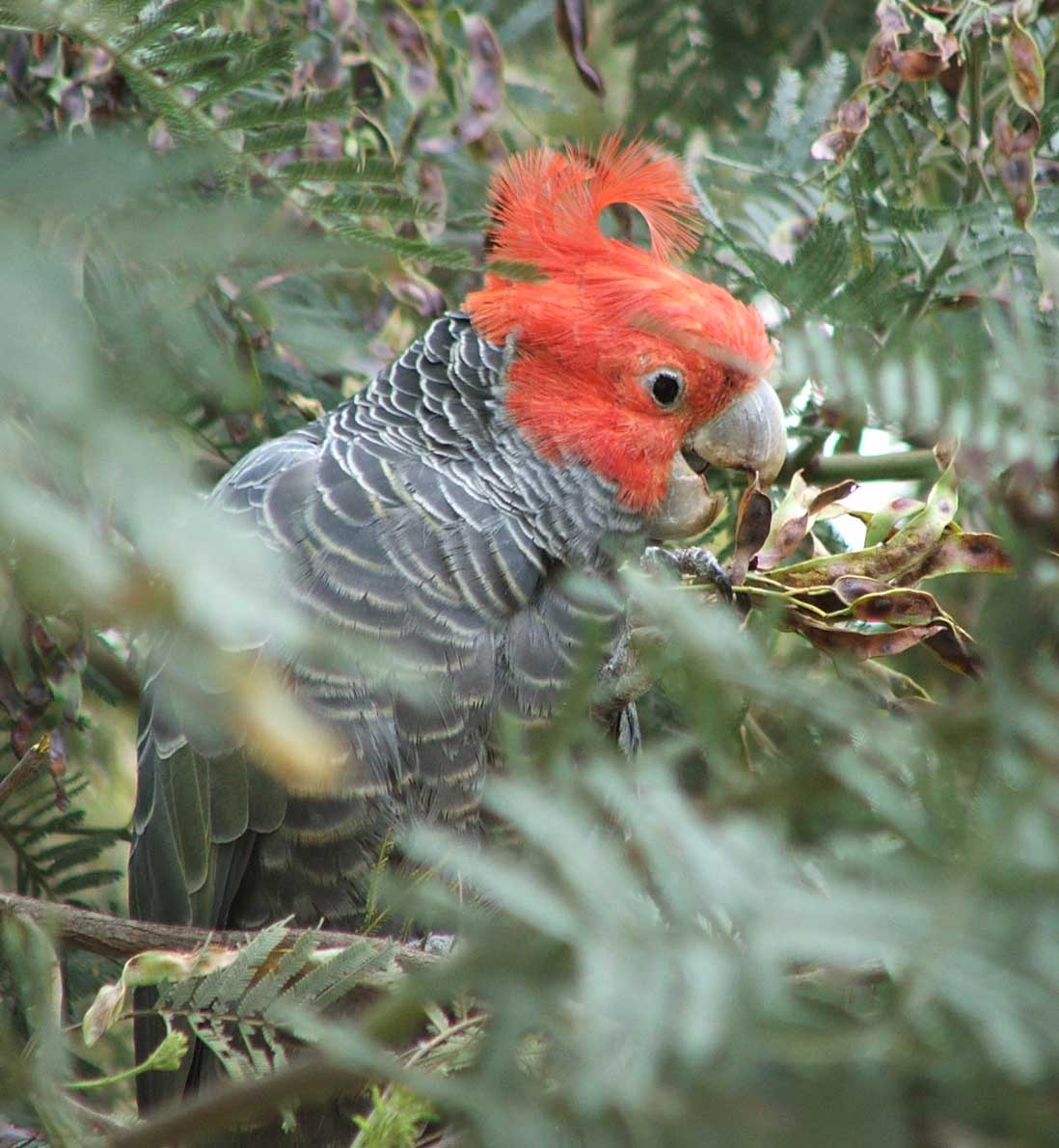
Een mannetje
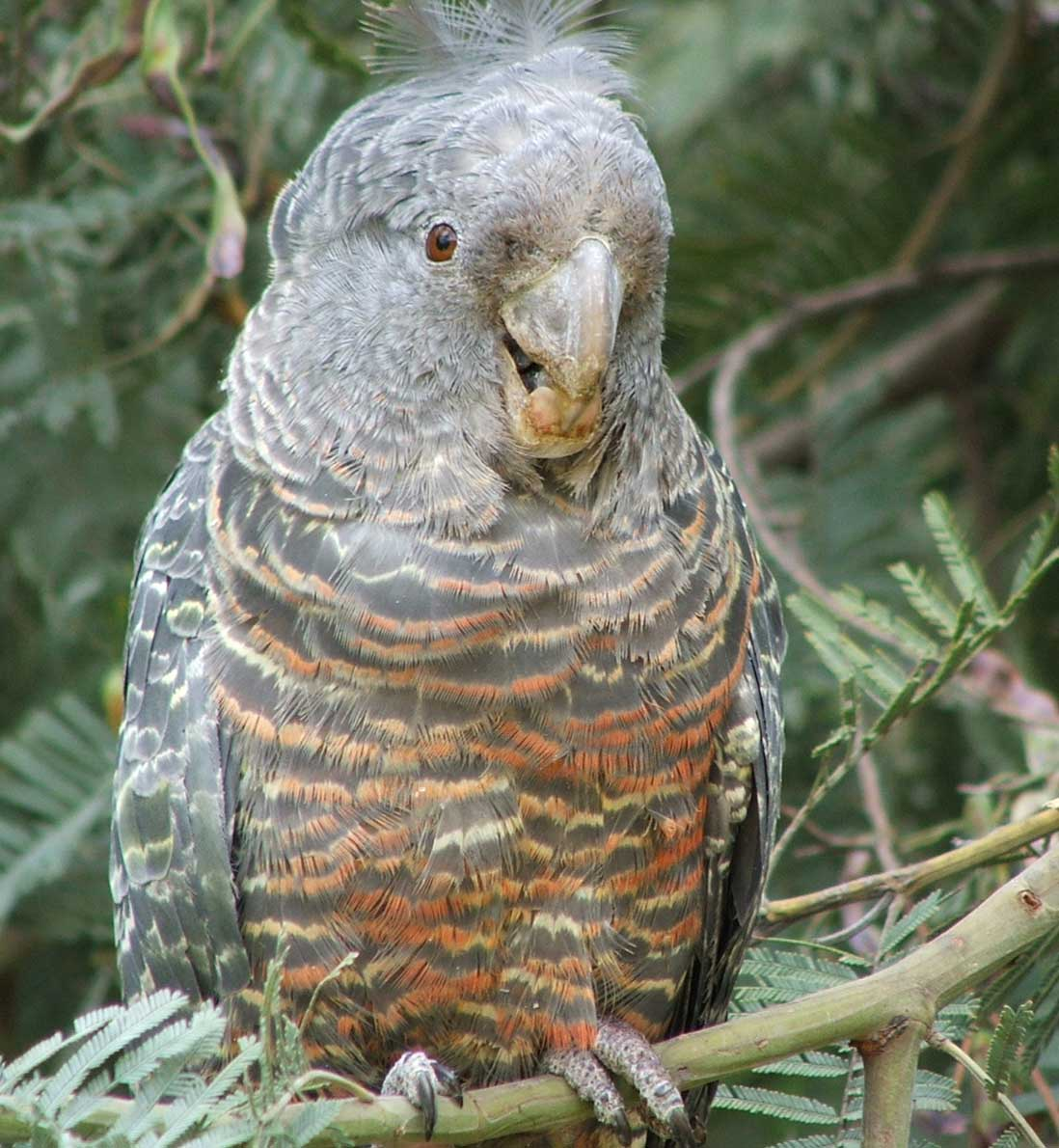
Een vrouwtje
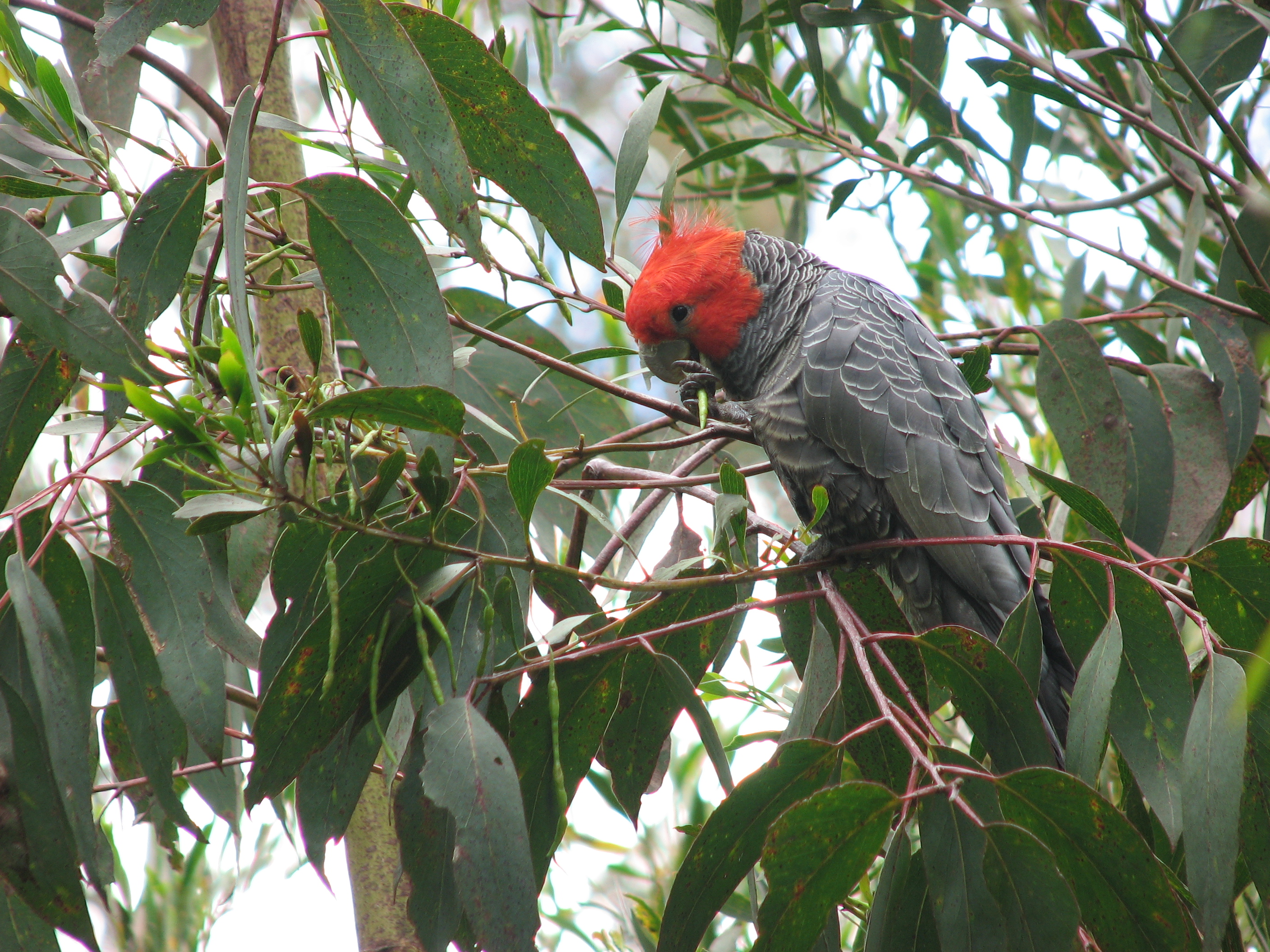
Een mannetje